# Bouchea flabelliformis
Bouchea flabelliformis là một loài thực vật có hoa trong họ Cỏ roi ngựa. Loài này được M.E.Jones mô tả khoa học đầu tiên năm 1933.